# Meüll
Meüll es un despoblado del municipio español de Castell de Mur, perteneciente a la provincia de Lérida, en la comunidad autónoma de Cataluña.

## Historia
A mediados del siglo XIX, el lugar, por entonces con ayuntamiento propio, tenía contabilizada una población de 20 habitantes. Aparece descrito en el decimoprimer volumen del Diccionario geográfico-estadístico-histórico de España y sus posesiones de Ultramar de Pascual Madoz de la siguiente manera:

MEULL: l. con ayunt. en la prov. de Lérida (18 horas), part. jud. de Tremp (3), aud. terr. y c. g. de Cataluña (Barcelona 43), dióc. de Seo de Urgel y patronato de Mur: sit. sobre una roca en lo alto de un monte que se estiende á la parte occidental de Tremp con direccion de NE. á S.: su clima es sano y muy ventilado. Las casas en número de 14 se hallan esparcidas por el térm., á escepcion de 9 que hay reunidas: tiene una igl. dedicada á San Martin, aneja de la parr. de Mur, y contigua á ella se encuentra el cementerio: para beber y otros usos se sirven los vec. de las aguas de 2 fuentes muy sucias que hay cerca del pueblo. Confina el térm. por N. con San Adrian; E. Mur; S. con el mismo punto y Castellnou, y O. con Puigvert, y abraza dentro de su jurisd. 2 alq. denominadas de Auberola, 2 de Mas de Ereu y 1 de Condó. El terreno es de secano, montuoso. áspero, quebrado y muy árido, sin que le crucen otros caminos que los locales de herradura, mal conservados. prod.: trigo, cebada, patatas, poco vino y menos aceite; cria ganado lanar y cabrío, si bien este no se de la pertenencia de los vec. porque son muy miserables, y hay caza de perdices, conejos y algunos lobos. pobl.: 3 vec., 20 alm. riqueza imp.: 13,413 rs. contr.: el 14,48 por 100 de esta riqueza.
(Madoz, 1848, p. 398)

Quedó despoblado en la década de 1970, si bien desde entonces se han establecido algunos habitantes en el lugar.

## Patrimonio
En el lugar hay una iglesia bajo la advocación de San Martín.